# لیدی مکبث
لیدی مکبث (به انگلیسی: Lady Macbeth) یا بانو مکبث یکی از شخصیت‌های نمایش‌نامهٔ مکبث اثر ویلیام شکسپیر است. در این نمایش، او همسر شخصیت اصلی نمایش، مکبث، نجیب‌زادهٔ اسکاتلندی است که پس از ترغیب و تحریک همسرش به قتل حاکم، ملکهٔ اسکاتلند شد، اما بعد از این ماجرا دچار عذاب وجدان شد. مرگ او در پردهٔ آخر با اقدام به خودکشی بیان می‌شود.
ریشه‌های این شخصیت به ماجرای پادشاهی داف و دانکن به تاریخ هولینشد ۱۵۸۷ میلادی برمی‌گردد. به نظر می‌رسد که بانو مکبث ترکیبی از دو پرسوناژ متمایز و جدای از هم در اثر هولینشد هست: همسر خونخوار و غرغروی دانواد در حکایت پادشاه داف، و همسر جاه طلب مکبث در حکایت پادشاه دانکن.
بانو مکبث حضور بسیار پررنگی در این نمایشنامه دارد، به ویژه در دو پرده اول. هرچند در پی قتل پادشاه دانکن، نقش او در طرح نمایش کم می‌شود.